# Рондония
Рондо́ния (порт. Rondônia) — штат на западе Бразилии. Граничит со штатами Акри на западе, Амазонас на севере и Мату-Гросу на востоке, а также с Боливией на юге (по рекам Абуна и Гуапоре). Административный центр — город Порту-Велью.
Штат назван по имени маршала Кандиду Рондона, бразильского исследователя, который в начале XX века провёл несколько экспедиций в приграничных районах Бразилии.

## География
Большая часть территории штата (около 80 %) была покрыта влажными тропическими лесами, однако часть площадей расчищена в результате значительного уничтожения лесов, которое началось в 1970-х годах.

## История
Территория современного штата была выделена из состава штатов Амазонас и Мату-Гросу в 1943 году как Федеральная территория Гуапоре. В 1956 году регион получил название Рондония. С 28 декабря 1981 года Рондония является полноправным штатом в составе Бразилии.

## Население
Согласно сведениям, собранным в ходе переписи 2010 г. Национальным институтом географии и статистики (IBGE), население штата составляет:			
| Полное население                       | Полное население                       | Полное население                       | Полное население                       | 1 562 409 |
| -------------------------------------- | -------------------------------------- | -------------------------------------- | -------------------------------------- | --------- |
| в том числе:                           | Городское население                    | 1 149 180                              | Процент городского населения, %        | 73,55     |
|                                        | Сельское население                     | 413 229                                | Процент сельского населения, %         | 26,45     |
|                                        | Мужское население                      | 795 157                                | Процент мужского населения, %          | 50,89     |
|                                        | Женское население                      | 767 252                                | Процент женского населения, %          | 49,11     |
| Плотность населения, чел/км²           | Плотность населения, чел/км²           | Плотность населения, чел/км²           | Плотность населения, чел/км²           | 6,57      |
| Население штата в % к населению страны | Население штата в % к населению страны | Население штата в % к населению страны | Население штата в % к населению страны | 0,82      |

Расовый состав:
- мулаты — 934 000 (53,8 %)
- белые — 590 000 (37,0 %)
- чернокожие — 114 000 (7,2 %)
- азиаты и индейцы — 35 000 (2,2 %)

## Административное устройство
Административно штата разделён на 2 мезорегиона и 8 микрорегионов. В штате — 52 муниципалитета.

## Экономика
Основу экономики Рондонии составляют сельское хозяйство и добыча полезных ископаемых. Здесь разводят крупный рогатый скот, производят кофе, какао, древесину. На территории штата находится одноимённая оловорудная провинция, где с 1962 года разрабатываются россыпные месторождения.